# 安土城ステークス
安土城ステークス（あづちじょうステークス）は日本中央競馬会(JRA)が京都競馬場の芝1400mで施行される中央競馬のリステッド競走である。名前の由来は、かつて織田信長が天下統一の拠点としていた安土城から来ている。

## 概要
2011年に京都競馬場の芝1400mの3歳以上のオープン特別として第1回が施行された。初年度は7月下旬の開催だったが、翌年から5月下旬に開催時期を変更した。また、出走条件も初年度は3歳以上だったが、翌年から4歳以上に変更されている。
賞金は1着2700万円、2着1100万円、3着680万円、4着410万円、5着270万円となっている

## 歴史
- 2011年 - 京都競馬場芝1400mのオープン特別として創設。
- 2012年 - 出走条件を3歳以上から4歳以上に変更。また開催時期も7月から5月に変更。
- 2019年 - リステッド競走に指定[5][6]
- 2020年 - 新型コロナウイルス感染症の影響により、観客を入れない「無観客競馬」で施行[7][8]。
- 2021年 - 京都競馬場の改修工事に伴い中京競馬場にて代替開催[9]。(2022年も同様)

## 歴代優勝馬
2013年は開催無し
| 施行日        | 競馬場 | 距離  | 条件       | 優勝馬             | 年齢 | タイム  | 優勝騎手   | 管理調教師 | 馬主                           |
| ------------- | ------ | ----- | ---------- | ------------------ | ---- | ------- | ---------- | ---------- | ------------------------------ |
| 2011年7月24日 | 京都   | 1400m | オープン   | タマモナイスプレイ | 牡6  | 1:22.0  | 渡辺薫彦   | 南井克巳   | （株）タマモ                   |
| 2012年5月27日 | 京都   | 1400m | オープン   | ドリームバレンチノ | 牡5  | 1:19.8  | 松山弘平   | 加用正     | （株）セゾンレースホース       |
| 2014年6月1日  | 京都   | 1400m | オープン   | ウイングザムーン   | 牝5  | 1:20.5  | 秋山真一郎 | 飯田祐史   | （有）高昭牧場                 |
| 2015年5月31日 | 京都   | 1400m | オープン   | ウリウリ           | 牝5  | R1:19.0 | 浜中俊     | 藤原英昭   | 金子真人ホールディングス（株） |
| 2016年5月29日 | 京都   | 1400m | オープン   | ミッキーラブソング | 牡5  | 1:21.2  | 松若風馬   | 橋口慎介   | 野田みづき                     |
| 2017年5月28日 | 京都   | 1400m | オープン   | シャイニングレイ   | 牡5  | 1:19.8  | 北村友一   | 高野友和   | （有）キャロットファーム       |
| 2018年5月27日 | 京都   | 1400m | オープン   | ダイメイフジ       | 牡4  | 1:20.7  | 酒井学     | 森田直行   | 宮本昇                         |
| 2019年5月26日 | 京都   | 1400m | リステッド | ダイアトニック     | 牡4  | 1:19.6  | 北村友一   | 安田隆行   | （有）シルクレーシング         |
| 2020年5月31日 | 京都   | 1400m | リステッド | エントシャイデン   | 牡5  | 1:21.3  | 川須栄彦   | 矢作芳人   | 前田幸治                       |
| 2021年5月30日 | 中京   | 1400m | リステッド | クリノガウディー   | 牡5  | 1:19.2  | 岩田康誠   | 藤沢則雄   | 栗本博晴                       |
| 2022年5月29日 | 中京   | 1400m | リステッド | エントシャイデン   | 牡7  | 1:19.4  | 坂井瑠星   | 矢作芳人   | 前田幸治                       |
| 2023年5月28日 | 京都   | 1400m | リステッド | ママコチャ         | 牝4  | 1:19.0  | 鮫島克駿   | 池江泰寿   | 金子真人ホールディングス（株） |
| 2024年5月26日 | 京都   | 1400m | リステッド | エイシンスポッター | 牡5  | 1:21.0  | 角田大河   | 吉村圭司   | （株）栄進堂                   |
| 2025年6月1日  | 京都   | 1400m | リステッド | ラケマーダ         | 牡5  | 1:20.3  | 藤岡佑介   | 千田輝彦   | ゴドルフィン                   |